# Es begann in Moskau
Es begann in Moskau (Originaltitel: Never Let Me Go) ist ein US-amerikanisch-britisches Filmdrama von Delmer Daves aus dem Jahr 1953 mit Clark Gable und Gene Tierney in den Hauptrollen. Als literarische Vorlage diente der Roman Come the Dawn von Andrew Garve.

## Handlung
Nach dem Zweiten Weltkrieg besucht der in Moskau arbeitende US-amerikanische Zeitungsreporter Philip Sutherland eine Schwanensee-Aufführung des Bolschoi-Balletts. Zu seiner Überraschung will die Ballerina Marya Lamarkina, um die er seit längerem wirbt, ihn endlich heiraten und mit ihm nach San Francisco ziehen. Trotz der Warnung des US-Botschafters, Marya werde Schwierigkeiten haben, ein Ausreisevisum zu bekommen, wird die Trauung vollzogen. Während ihrer Flitterwochen in Tallinn treffen sie den Engländer Christopher Denny, der mit Maryas Freundin Swetlana verheiratet ist. Christopher und Swetlana wollen in Cornwall leben, sobald Swetlana ihr Visum bekommt. Als Christopher jedoch von sowjetischen Sicherheitsleuten wegen unerlaubten Fotografierens festgenommen und anschließend aus der Sowjetunion ausgewiesen wird, bleibt die schwangere Swetlana zurück – das Visum wurde ihr nicht bewilligt.
Philip und Marya kümmern sich nun um Swetlana und ihren zur Welt gekommenen Sohn, der später jedoch an Fieber stirbt. Als sich der Kalte Krieg anbahnt, muss Philip ebenfalls das Land verlassen. Marya soll ihn begleiten, wird am Flughafen jedoch festgenommen, als sich Philip bereits an Bord der Maschine Richtung Amerika befindet. Er muss daher ohne sie fliegen und versucht vergeblich, nach Moskau zurückzukehren. Er nimmt schließlich eine Stelle in London an, wo ihm Christopher geschmuggelte Briefe von Marya überreicht. Zusammen mit dem Seemann Joe Brooks versuchen beide Männer, auf einem holländischen Boot durch die Ostsee bis nach Tallinn zu segeln, wo das Bolschoi-Ballett derzeit gastiert. Steve Quillan, Philips Freund und Kollege, gelingt es unterdessen, mit Marya und Swetlana in Kontakt zu treten und sie über den Plan ihrer Ehemänner zu informieren.
Als Philip, Christopher und Joe die Küste von Tallinn schließlich erreichen, schwimmt nur Swetlana ihrem Beiboot entgegen. Marya sei für eine Sondervorstellung noch immer im Theater. Philip schwimmt an Land und stiehlt dort die Uniform eines Sanitäters. Als solcher verkleidet gelangt er unbehelligt in das Theater und setzt sich ins Publikum, während Marya zu Schwanensee tanzt. Als sie sich nach der Vorstellung verbeugt, wird Marya plötzlich ohnmächtig. Philip wird daraufhin als vermeintlicher Sanitäter hinter die Bühne geholt und verlässt dann mit ihr das Theater. Als sie sich anschicken, in einem Wagen davonzufahren, wird Philip von einer anderen Tänzerin wiedererkannt, worauf sowjetische Polizisten das flüchtige Ehepaar verfolgen. Philip und Marya sind jedoch schneller als ihre Verfolger und erreichen eine Seebrücke. Sie schwimmen zu Joes Beiboot, auf dem sich beide glücklich umarmen und einer gemeinsamen Zukunft in den Vereinigten Staaten entgegenblicken.

## Hintergrund

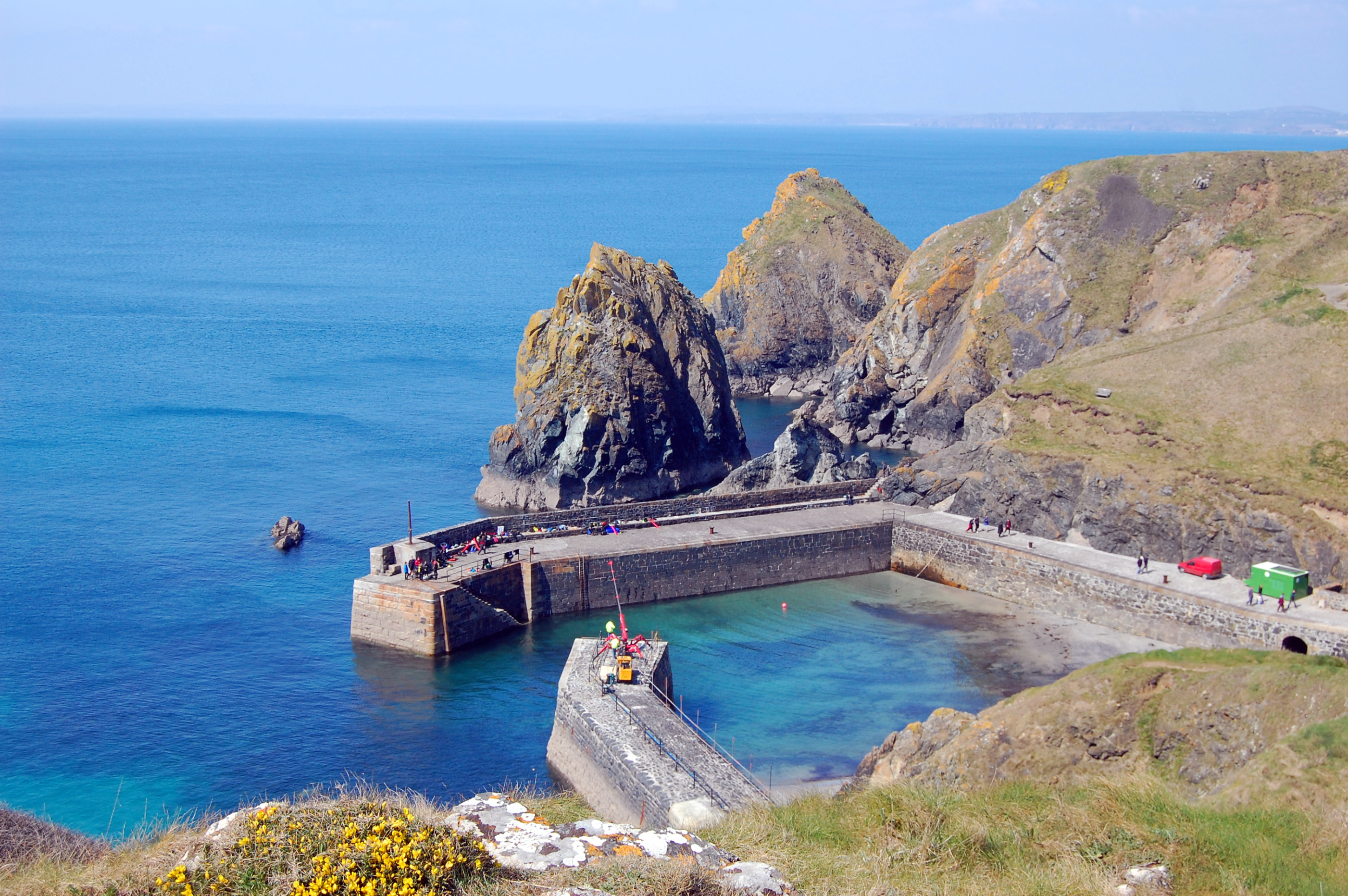
Der Hafen von Mullion in Cornwall, eine Kulisse des Films

Die Innenaufnahmen wurden in MGMs britischen Studios in Borehamwood gedreht, wo Alfred Junge als Art Director für die Filmbauten zuständig war. Die Außenaufnahmen entstanden in der Grafschaft Cornwall – in den Orten Mevagissey und Newquay sowie im Hafen von Mullion, der im Film als Hafen von Tallinn zu sehen ist.
Es begann in Moskau wurde am 18. März 1953 in London uraufgeführt. In Deutschland wurde der Film erstmals am 12. Oktober 1956 in den Kinos gezeigt.

## Kritiken
Dem Lexikon des internationalen Films zufolge biete Es begann in Moskau „[a]müsante und abenteuerliche Unterhaltung vor ideologischem Hintergrund“. Prisma bezeichnete den Film als „spannendes Abenteuer-Melodram“, bei dem jedoch „weniger politische Hintergründe, denn persönliche Schicksalsschläge“ eine Rolle spielten. Der Filmkritiker Leonard Maltin attestierte Clark Gable eine „nicht überzeugende, jedoch lässige Darbietung“.

## Deutsche Fassung
Die deutsche Synchronfassung entstand 1956 im MGM-Synchronisations-Atelier in Berlin.
| Rolle                                 | Darsteller     | Synchronsprecher      |
| ------------------------------------- | -------------- | --------------------- |
| Philip Sutherland                     | Clark Gable    | Siegfried Schürenberg |
| Marya Lamarkina                       | Gene Tierney   | Agi Prandhoff         |
| Joe Brooks                            | Bernard Miles  | Walter Gross          |
| Christopher Wellington St. John Denny | Richard Haydn  | Wolfgang Kieling      |
| Steve Quillan                         | Kenneth More   | Klaus Schwarzkopf     |
| Kommissar                             | Karel Štěpánek | Hans Wiegner          |